# Litoria chloronota
Litoria chloronota är en groddjursart som först beskrevs av George Albert Boulenger 1911.  Litoria chloronota ingår i släktet Litoria och familjen lövgrodor. IUCN kategoriserar arten globalt som otillräckligt studerad. Inga underarter finns listade i Catalogue of Life.